# Alessandro Manfredi Luserna d'Angrogna
Alessandro Manfredi Luserna d'Angrogna (Torino, 21 maggio 1800 – San Rossore, 6 febbraio 1867) è stato un generale italiano, luogotenente generale del Regio Esercito. Dei Marchesi di Angrogna, Conte di Luserna, fu uno dei fondatori del Reggimento artiglieria a cavallo "Voloire", ed aiutante di campo del Re Vittorio Emanuele II.

## Biografia
Nato dal Marchese Carlo Emanuele Manfredi d'Angrogna Luserna (1775-1823) e Camilla (1778-1802), nata contessa di Tenengo, discendeva da un ramo cadetto di una delle schiatte più antiche della Savoia, e fu destinato fin da giovane alla carriera militare. Amico e compagno di battute di caccia del Re Vittorio Emanuele, fu un brillante ufficiale di artiglieria. A lui, coordinato da un giovane Alfonso Ferrero della Marmora, si deve l'istituzione delle batterie a cavallo . Le batterie a cavallo furono costituite l'8 aprile 1831 in Venaria Reale con lo scopo "di far campagna come artiglieria leggera" in appoggio celere ed aderente alle unità di cavalleria. Famose per le prese di posizione al galoppo a pochi metri dalle linee nemiche, sulle quali aprivano celermente il fuoco a mitraglia (definite anche cariche di artiglieria). Le Batterie a cavallo (inizialmente 3) costituite appunto con le regie patenti nel 1831 da Alfonso LA MARMORA ed inquadrate nel Corpo reale di Artiglieria, confluirono nell'allora Regimento di Artiglieria da campagna poi 5 reggimento artiglieria. La tradizione storica di tali batterie pertanto si innesta nel 5º reggimento di artiglieria da campagna in cui operano dal 1850 al 1871 anno in cui vengono sciolte in quanto, come proposto dal Ministro della Guerra Ricotti con il RD 15 Ottobre 1871, due Batterie a cavallo non sono sufficienti ed incrementarne il numero non era economicamente sostenibile e soprattutto con il nuovo materiare di artiglieria  "Quindi è che, per la considerazione ancora che colla prossima adozione di un nuovo materiale da campagna più leggiero, le batterie di battaglia saranno per raggiungere una mobilità tale da poter seguire i movimenti combinati colla cavalleria, ritiene il riferente che non si avrà a deplorare la mancanza di batterie a cavallo". Le batterie verranno poi ricostituite nel 1884 nell'8º reggimento artiglieria da campagna e poi unite a livello reggimento con il RD 23 giugno 1887.

### Formazione
Entra in Accademia il 29 marzo 1815 come cadetto di artiglieria. Viene promosso sottotenente il 18 dicembre 1817 nell'Arma di artiglieria ed il 13 settembre 1819 supera le selezioni per sottotenente anziano. Il 9 ottobre 1820 ha la promozione al grado di Luogotenente di 1ª Classe per essere dal 30 gennaio 1826 Luogotenente Anziano.

### Primi incarichi
Il 30 gennaio 1827 ha la promozione al grado di capitano. Nel settembre 1827 ottiene il comando di una batteria da campagna e poco dopo è ammesso a Corte come scudiero di S.A.R. (Sua Altezza Reale) la Principessa di Savoia - Carignano.
Il 17 aprile 1830 è promosso capitano di 1ª Classe, alla fine dello stesso anno viene nominato e destinato al comando come capitano dei Primi Scudieri di Sua Maestà (S.M.).

### Le "Voloire"
Il 24 settembre 1836 raggiunge l'avanzamento al grado di maggiore. Il 3 marzo 1840 assume il comando della Brigata artiglieria a cavallo di Venaria Reale, incarico che ricopre fino all'8 febbraio 1848 quando, conseguita la promozione al grado di colonnello viene sostituito dal maggiore Alfonso La Marmora, suo vicecomandante.
Per le non comuni doti militari è nominato il 4 giugno 1848, durante la Prima guerra d'indipendenza, capo di Stato Maggiore dell'artiglieria dell'armata. Il 28 ottobre 1850, ultimate le ostilità, diviene il Comandante del Reggimento artiglieria da campagna poi rinominato nel 1860 in 5º Reggimento Artiglieria - Reggimento da Campagna le cui tradizioni sono confluite nell'odierno 5º Reggimento artiglieria "Superga".

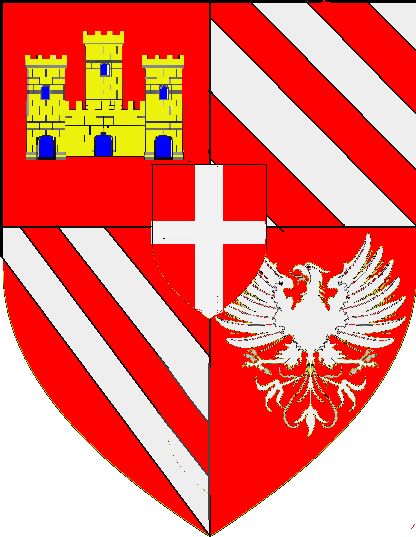
Stemma dei Luserna d'Angrogna, ramo cadetto del 1700

### In nome del Re
Per certo la missione più penosa fu assolvere all'incarico di legato personale del giovane Re Vittorio Emanuele II per portare in Patria la salma del re Carlo Alberto di Savoia. Dopo la sconfitta con l'Austria le condizioni poste furono durissime e nella speranza che il suo Piemonte ottenesse condizioni meno severe la sera stessa, Carlo Alberto abdicò in favore del figlio Vittorio Emanuele e lasciò l'Italia verso l'esilio di Oporto in Portogallo scegliendo per sé il semplice titolo di Conte di Barge. Qualche giorno dopo la partenza fu raggiunto in Francia da una delegazione del governo: all'abdicazione aveva dimenticato di firmare l'atto ufficiale. La destinazione scelta dal sovrano abdicatario sembrò essere il Portogallo. Durante i pochi mesi dell'esilio diede ordine che nessuno lo raggiungesse. Carlo Alberto duramente provato nel fisico dagli sforzi fatti nel corso delle campagne degli anni precedenti (il re già malato non si sottrasse mai alle cavalcate e alla dura vita militare mangiando e dormendo come i suoi subalterni) e dal lungo viaggio, in cui non mancarono mai i momenti in cui la popolazione non tributasse un omaggio al suo passaggio, Carlo Alberto morì dopo pochi mesi il 28 luglio 1849 assistito dai medici inviati dal figlio per accudirlo. Il Conte Alessandro Manfredi ebbe l'incarico di recarsi con una nave da battaglia in Portogallo e sovrintendere alla preparazione del corpo del defunto sovrano. Carlo Alberto fu imbalsamato ed imbarcato, una volta a bordo, quindi formalmente in territorio Sardo, il Conte Alessandro ed altri dignitari procedettero al riconoscimento della salma attraverso uno spioncino che si apriva sui tre involucri funebri. Carlo Alberto fu riconosciuto da tutti, così scrisse il Cibrario "Mercoledì 1° d'agosto alle sette del mattino, il corpo di S. M., dopo qualche novella operazione destinata a perfezionare l'imbalsamazione, fu collocato in una cassa di piombo, nel coperchio della quale a riscontro del capo un vetro di sufficiente grandezza permetteva di vederne il sembiante. Questa cassa fu collocata in altra cassa di mogano avente uno sportello chiuso con due serrature d'ingegno diverso nella parte superiore corrispondente al vetro.". La nave, mandata dal governo piemontese, poté partire verso Genova. Il 13 ottobre 1849 il corteo funebre arrivò a Torino dove si svolsero i solenni funerali.

### Aiutante di campo del Re
Il 26 marzo 1853 ottenne la promozione al grado di maggior generale d'artiglieria, lascia il comando del reggimento ed è chiamato ad essere aiutante di campo generale del Re Vittorio Emanuele II. Il 26 giugno 1859 riceve la promozione a luogotenente generale.
Pierre Charles Mathon de La Varenne dice nel suo libro: «Come si vede, la stirpe di Sardegna non è una di quelle di cui possa temersi l'estinzione, e l'Italia possiede in essa, altrettanti soldati o difensori futuri. La casa militare del Re, assai ristretta quanto al personale, è composta dei più brillanti ufficiali. Cinque generali compiono le funzioni d'aiutanti di campo. Sono essi i generali Morozzo della Rocca Luserna d'Angrogna, Carderina, Actis, e Cialdini. Quest'ultimo è inoltre ispettore del Corpo dei Bersaglieri, e la sua presenza alla corte del re ha un significato non certamente piccolo».
Come tale prende parte alle Campagne di Guerra per l'unità d'Italia e sul campo alla 3ª guerra d'Indipendenza del 1866 ed il 1º novembre 1866, giunto all'età di 66 anni viene nominato Aiutante di Campo Onorario di Sua Maestà il Re e gran Cacciatore quindi è collocato a riposo per limiti di età.

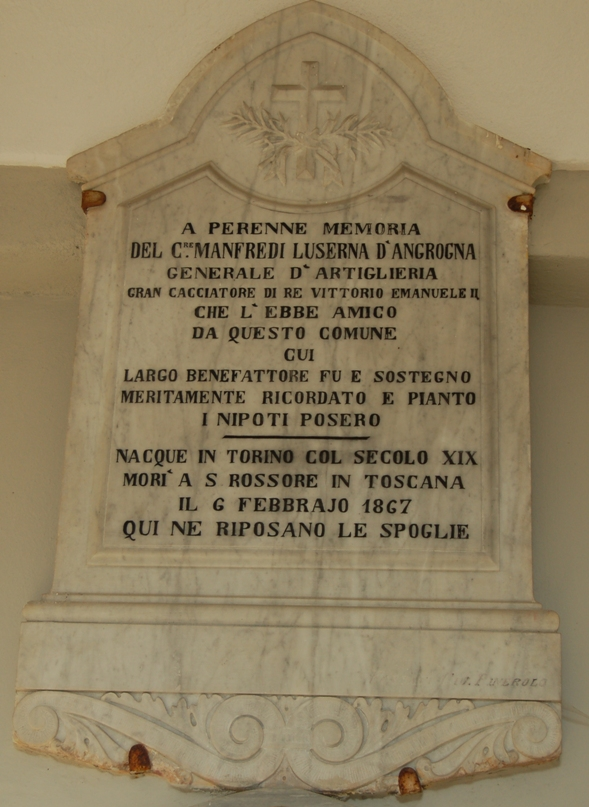
Cappella dei Marchesi Manfredi Luserne d'Angrogne, Tomba del generale Alessandro Manfredi Luserna

### Epilogo
Pochi mesi dopo il congedo muore improvvisamente nella tenuta reale di San Rossore a Pisa. È sepolto nella Cappella di Famiglia a Luserna San Giovanni. Ebbe due figli; la sua discendenza vive oggi col suo nome in Sud America.